# Anna Yablonskaya
Hanna Hryhorivna Mashutina, mais conhecida como Anna Yablonskaya (20 de julho de 1981 - 24 de janeiro de 2011), foi uma dramaturga e poeta ucraniana. Morreu em virtude do Ataque ao Aeroporto Internacional Domodedovo em 2011.